# Axiopoena maura
Axiopoena maura là một loài bướm đêm thuộc phân họ Arctiinae, họ Erebidae.